# Cercle de jeux
Un cercle de jeux est un établissement de jeux plus petit et moins encadré que le casino, ne disposant pas de machines à sous.
Exploité en France avec un statut d'association à but non lucratif laissant tout le loisir de profiter des lacunes juridico-fiscales de la loi de 1901 sur les associations, l'exploitation de certains cercles fut attribuée[réf. souhaitée] à des groupes criminalisés, parfois en récompense de services rendus pendant la seconde guerre mondiale.
De nombreux cercles de jeux ont été supprimés pour leur rôle dans le noircissement et le blanchiment d'argent, au bénéfice du crime organisé. Ils ont parfois été remplacés par des clubs de jeux, sur le modèle des gentlemen's clubs.

## Exemples
- Cercle de jeu Wagram. Le cercle Wagram a compté au plus fort de son activité, plus de 21 000 adhérents. Il a été fermé en 2011.
- Cercle Concorde, ancêtre du cercle Cadet. Il fut géré par Paul Lantieri et fut fermé en novembre 2007[2].
- Cercle Cadet, nouveau nom du Cercle Concorde, ayant pour gérant M. Serge Kasparian. Fermé en 2014[3]. Après sept années d’enquête, 11 personnes (dont Jean-François Federici, de la Bande des bergers de Venzolasca) ont été renvoyés devant le tribunal. 2 millions d'euros auraient été remis au profit du groupe Federici entre février 2013 et octobre 2014[4] .
- L'Aviation Club de France (ACF) a été placé en liquidation judiciaire en mars 2015. Ancienne propriété de Marcel Francisci (1919-1982).

## Crime organisé
Les possibilités offertes par les cercles de jeux ont été utilisées par plusieurs groupes criminels.

### Gang du Petit Bar
En 2020, la justice française s’intéresse aux liens existant entre un membre du gang du Petit Bar d'Ajaccio, Mickaël Ettori, et un actionnaire du port franc du Luxembourg, un ancien responsable d’un cercle de jeux parisien.

### Bande des bergers de Venzolasca
La bande des bergers de Venzolasca des frères Ange-Toussaint Federici et Jean-François Federici a contrôlé ou extorqué plusieurs cercles de jeux. Jean-François Federici a été condamné en 2013 à deux ans de prison pour extorsion dans l’affaire du Cercle Concorde.  
La bande a ensuite pris le contrôle du Cercle Cadet, nouveau nom du Cercle Concorde, par l'intermédiaire de Serge Kasparian. La justice est parvenu à lier le Cercle Cadet et 100 000 euros d’argent liquide retrouvé chez un proche des Federici. Le cercle Cadet a été fermé en 2014.

### Affaire du Cercle Concorde
Plusieurs clans corses se sont disputé le contrôle de l'établissement de jeu parisien entre 2006 et 2007. Vingt personnes ont été jugées dans cette affaire. Paul Lantieri a été reconnu coupable d'"association de malfaiteurs en vue de blanchiment, d'abus de biens sociaux et d'abus de confiance" et condamné à 3 ans de prison. Un financier suisse François Rougeu a été condamné à dix-huit mois de prison et une amende de 100 000 euros. Le marseillais Roland Cassone a été condamné à dix mois de prison pour détention d'armes. L'ancien GIGN Paul Barril a été relaxé.